# Kim Possible
A Kim Possible (Magyarországon: Kis tini hős) eredeti, Disney Channel által készített, Emmy-díjas, amerikai televíziós rajzfilmsorozat, amely egy bűnvadász tinédzserlányról, Kim Possible-ről szól, aki naponta kényszerül világméretű, családi és iskolai ügyek intézésére. A sorozat leginkább akcióra, ugyanakkor jellemzően vicces légkörére hagyatkozik szellemes szövegével és a titkos ügynökökre és akcióhősökre jellemző klisék alkalmazásával.

## Cselekmény
|  | Alább a cselekmény részletei következnek! |

Kim gyakran találja magát azon, hogy a világot utazza, emberek megmentésére, a bűnözés megállítására, és a gonosztevőkkel való harcra… miközben mindig elvárják, hogy időben hazaérkezzen és megírja házi feladatát. Kim Possible a Middleton Gimnáziumba jár, és az iskola pomponcsapatának kapitánya. Ám a vörös hajú lányka nem egyedül jár bűnmegállító útjaira. Mellette áll Ron Stoppable, az ő bolondos bajtársa, valamint annak háziállata, Rufus, a csupasz vakondpatkány, aki szinte védjegyévé vált a sorozatnak.
A sorozat premierje 2002 júniusában volt, a Crush címet viselő epizóddal, melyet a következő évben Emmy-díjra jelöltek. Azóta a Kim Possible lett a Disney Channel legnézettebb és legnépszerűbb sorozata több évben is.
A műsort széles körben dicsérték eszes szövegéért, mozgékony animációjáért és megnyerő, jól megírt szereplőiért.
A szövegben gyakran előfordulnak nem tipikus tini szleng kifejezések is; például „Nem nagy dráma” és „Nem nagy” (mind a kettő nagyjából annyit tesz: „Nem nagy ügy”), akárcsak a sorozat fő szólása, a „Mi a szitu?” A főcímdalt, a Call Me, Beep Me-t, Christina Milian énekli. A műsor művészi stílusának nagy része a rajzoló, Stephen Silver karakterfejlesztéseinek köszönhető.
Kimnek számos ellensége akadt hősélete során, volt már dolga különböző, gonosz kezek által létrehozott – vagy ellopott – masinákkal, szupergyorsan növő gyeppel, és egy alkalommal még főellensége, Drakken doktor is átvette az irányítást elméje fölött. Sok gonosztevő tett említést a bűnözőlét kliséiről, amiket ő klasszikusnak vagy idejemúltnak tekint.
A sorozat népszerűsége ellenére az epizódok készítése 2005. február 22-én, 3 évad és 65 rész után leállt (az alkotó stúdiónak lett ugyanis egy szokása, miszerint 65 epizód után befejezik a sorozatokat). 2005. november 29-én azonban kijelentették, hogy a Disney belekezd egy negyedik évad készítésébe is.
|  | Itt a vége a cselekmény részletezésének! |

## Szereplők

### A Possible Csapat
- Kim Possible – Csapatvezér. A vöröshajú bűnvadász normális tinédzseréletet is próbál fenntartani, mindennapos problémákkal küzdve. Neve az angol impossible szóból ered, mely annyit tesz: ’lehetetlen’.
- Ron Stoppable – Kim legjobb barátja óvodáskora óta, ugyanakkor segítőtársa is; időnként ő is megmenti a világot. Neve vagy az unstoppable (megállíthatatlan) szóból ered, vagy pedig Kim nevéhez képez ellentétet.
- Rufus – Ron házikedvence, a csapat teljesjogú tagja – sőt néha kompetensebbnek is bizonyul, mint Ron vagy Kim.
- Wade – Tízéves szuperzseni (a gimnáziumot és egyetemet 8 hónap alatt kijárta), aki ideje nagy részét szobájában tölti (és csak egyetlen epizódban hagyja el azt, a sorozat végén). Gyakran ábrázolják üdítőitalok fogyasztása közben. Kim weboldalának vezetője, társait ellátja mindenféle eszközökkel, és ő jelöli ki nekik a küldetéseiket. Vezetéknevét nem tudhattuk meg, bár a készítés korai szakaszaiban a Wade Load nevet kapta.

### Szövetségesek
- Monique: Ron Stoppable után Monique az a személy, akivel Kim ideje nagy részét tölti. Megfontolt tanácsokat ad Kimnek az iskoláról és az életről, valamint jól kiegyensúlyozza Ron szeszélyességét. Kimhez hasonlóan okos és divatos. Monique a Banán Klub tervezői ruhaboltban dolgozik, és itt is futott össze először Kimmel.

Az egyik küldetésen Ron szerepét töltötte be segítőként, ahogy azt az A Sitch In Time című filmben láthatjuk. Igazán gyenge segítségnek bizonyult, de 20 évvel később Monique képzett lázadóvá vált a jövőbeli Shego elleni harcban. Azonban ezt az idővonalat megváltoztatták, így ezek az események maguk nem történtek meg, végső soron.
- Bonnie Rockwaller

Szép külsejű, de negatív szereplő, mindig azon töri a fejét, hogyan alázhatná meg Kimet. Általában pomponedzéseken szokott megjelenni, a pom-pom-lányság a hobbija. Az iskolában népszerű, bár igazi barátai nemigen vannak. Mindig kimondja a véleményét; szereti nézni, ahogy a másik szenved. A sorozat folyamán Bonnie többnyire ugyanazokba a fiúkba volt szerelmes, mint Kim, például Josh Monkeyba, aki Bonnie-t visszautasította, de Kimet nem.
- Steve Barkin – Az iskola állandó helyettesítő tanára.
- Tara

Tara szőke hajú, kék szemű szurkolólány. Egy ideig Ron iránt kezdett kisebb szerelmet érezni a pomponcsapat Wannaweep Táborba tett önkéntelen „látogatása” alkalmával. Végül azonban elfogadta, hogy Ron mindezt figyelmen kívül hagyta, és Josh Mankeyvel kezdett járni, de egy idő után szakított vele, mivel később más fiúk kezét fogva tűnt föl.
Tara vezetéknevét nem ismerjük, de a rajongók szerint Strong lehet az, mivel a szinkronhangja, Tara Strong után nevezték el.
- Brick Flagg

Brick az iskolai futballcsapat főhátvédje. Egy alkalommal abban a hitben élt, hogy Kim kedveli őt, Ron egyik kitalált cikke miatt az iskola újságjában. Annak ellenére, hogy a „féleszű fószer” sablonos szerepét tölti be a sorozatban, Brick mégsem egy olyan „iskolai zsarnok” típus. Sőt, eltekintve a kis összetűzésével a japán cserediákkal, Hirotakával, sosem került olyan helyzetbe, ahová az öklét is be kellett volna vetnie, és általában barátságos természetű alaknak tűnik. Időnkénti kapcsolatai voltak Bonnie Rockwallerrel, amik nem tartottak sokáig, mert, mint ahogy azt a So The Drama filmben láttuk, Monique iránt kezdett érdeklődést mutatni. Az A Sitch in Time című filmben pedig feltűnt Brick Flagg alternatív jövőbeli alakja, az ő kopasz és túlsúlyos felnőtt énje. Mivel egy évvel idősebb Kimnél és Ronnal, a negyedik évadra diplomát szerez, így valószínűleg elhagyja az iskolát.
Brick Flagg amerikai hangja Rider Strong.
- Josh Mankey – Kim korábbi szerelme.
- Yori – Ron osztálytársa a Yamanouchi iskolában, és fülig szerelmes volt Ronba.

### Család
- Dr. James Timothy Possible – Kim apja, rakétatudós.

- Mrs. Dr. Ann Possible - Kim anyja

A Possible család legszilárdabb tagja, gyakran ad tanácsokat Kimnek a felnövésről. Jó humorú, és gyakran marad még akkor is élénk, ha Kimnek lelki krízise van, vagy ha az ikrek épp a házban robbantgatnak. Ugyanakkor elég manipulatív is tud lenni, ha akar. Alkalmanként használta már Kim elhíresült „kiskutyanézését” is ellene. Mrs. Dr. Possible kimondottan hasonlít Kimre, kinézetben és személyiségben is. Teljes neve: Anne Possible.
- Jim és Tim Possible – Kim ikertestvérei

Kim gyakran úgy nevezi az ikertestvéreit, hogy tweeb-ek, amit úgy lehetne pontosan fordítani, hogy „strikrek” (stréber ikrek) – noha a magyarra fordított kevés epizódban „törpök” a gúnynevük.
- Mr. és Mrs. Stoppable – Ron szülei

Mr. Stoppable zsidó származású biztosítási statisztikus (legemlékezetesebb beszólása: „Biztosítási statisztikus vagyok. Bárhol dolgozom, ahol értéket helyeznek az emberi életre.”). Allergiás az állati szőrre, emiatt szerzett Ron szőrtelen házikedvencet. Eredeti hangját Elliott Gould kölcsönzi.
Ron kapcsolata anyjával csak kísérletinek tűnik. Ő kényszerítette fiát, hogy menjen a Wannaweep Táborba (majd minden félelmének forrásába). Modora nem tűri a bolondozást, ami pedig Ronnak nem tetszik. Valószínű, hogy hangot ad majd véleményének Ron és Kim kapcsolatáról a 4. évadban. Mrs. Stoppable eredeti hangja Andrea Martin.
A 4. évadban egy kislányt adoptálnak, figyelmeztetés nélkül. A neve Hana Stoppable.

### Ellenségek
- Dr. Drakken – kék bőrű férfi, Kim Possible főellensége. Minden idejét a világ meghódítására tett próbálkozásaival tölti, karaokeelőadásokkal, valamint a Professzor Dementorral való versengéssel.
- Shego – Drakken felbérelt csatlósnője. Ő Kim legállandóbb ellenfele, talán még főnökénél is nagyobb veszélyt jelent. Fegyverei a világító zöld kezei, melyek energianyalábokat lőnek. Eredetileg egy szuperhőscsapat tagja volt, akik a „Go Csapat” nevet viselték.
- Majomkirály – Megszállott angol férfi, a Majom Kung-Fu a mániája. Genetikailag módosította kezeit és lábait, hogy majomvégtagoknak nézzenek ki. Akárhova is megy, majomnindzsái mindig követik.
- A Seniorok – Senor Senior, Sr. és Senor Senior, Jr. Hihetetlenül gazdag gazemberek, noha Jr. nem igazán tekinthető igazi „fenyegetésnek”.
- Professzor Dementor – Őrült tudós. Bár veszélyt jelent Kim és a világ számára, sokkal jobban szeretné leverni ellenfelét, dr. Drakkent.
- Duff Killigan – Önmagának a „Világ Leghalálosabb Golfosa” címet adó skót. Fegyverek gyanánt robbanó golflabdákat használ.
- DNAmy – Mutánsokat tenyésztő asszony, a Cuddle Buddiek megszállottja. Fő célja ezen játékok élő másainak megteremtése volt, ám kreálmányai sokkal veszélyesebbre sikerültek. Később saját magát mutálva, gorillatestre tett szert – csakis Monkey Fist kedvéért.
- Robotbabák – Gyilkos robotok csoportja. Dr. Drakken építette őket, ám időközben önállósodtak.
- Gill – Genetikai mutáns ellenfele Ronnak.
- Motor Ed – Dr. Drakken kuzinja. Közismert a mullet hajviseletéről, és amiért mondatait rendszerint a „komolyan” szóval fejezi be.
- Kim Possible kisebb szerepű ellenségei

## Magyar hangok
| Szereplő            | Eredeti hang                                    | Magyar hang                                                        |
| ------------------- | ----------------------------------------------- | ------------------------------------------------------------------ |
| Kim Possible        | Christy Carlson Romano                          | Urbán Andrea                                                       |
| Ron Stoppable       | Will Friedle                                    | Simonyi Balázs (1-3. évad)                                         |
| Ron Stoppable       | Will Friedle                                    | Stukovszky Tamás (4. évad)                                         |
| Rufus               | Nancy Cartwright                                | Bartucz Attila                                                     |
| Wade                | Tahj Mowry                                      | Szvetlov Balázs                                                    |
| Dr. Drakken         | John DiMaggio                                   | Forgács Gábor                                                      |
| Shego               | Nicole Sullivan                                 | Rudolf Teréz                                                       |
| Majomkirály         | Tom Kane                                        | Galbenisz Tomasz                                                   |
| Duff Killigan       | Brian George                                    | Kárpáti Tibor (1-3. évad)                                          |
| Duff Killigan       | Brian George                                    | Fehér Péter (4. évad)                                              |
| Senor Senior, Sr.   | Ricardo Montalbán Earl Boen                     | Kristóf Tibor (1-3. évad)                                          |
| Senor Senior, Sr.   | Ricardo Montalbán Earl Boen                     | Orosz István (4. évad)                                             |
| Senor Senior, Jr.   | Nestor Carbonell                                | Minárovits Péter (1-2. évad)                                       |
| Senor Senior, Jr.   | Nestor Carbonell                                | ifj. Morassi László (2. évad, 26. rész (ének) / 3. évad, 12. rész) |
| Senor Senior, Jr.   | Nestor Carbonell                                | Seder Gábor (4. évad)                                              |
| Monique             | Raven-Simoné                                    | Bogdányi Titanilla                                                 |
| Bonnie Rockwaller   | Kirsten Storms                                  | Mánya Zsófia (1-3. évad)                                           |
| Bonnie Rockwaller   | Kirsten Storms                                  | Molnár Ilona (4. évad)                                             |
| Tara                | Tara Strong                                     | Molnár Ilona (1. és 3. évad)                                       |
| Tara                | Tara Strong                                     | Galiotti Barbara (2. évad, 1. hang)                                |
| Tara                | Tara Strong                                     | Simonyi Piroska (2. évad, 2. hang)                                 |
| Yori                | Christine Keiko Agena                           | Törtei Tünde                                                       |
| Sensei mester       | George Takei                                    | Dobránszky Zoltán (1-3. évad)                                      |
| Sensei mester       | George Takei                                    | Kertész Péter (4. évad)                                            |
| Jim és Tim Possible | Shaun Fleming (1-3. évad) Spencer Fox (4. évad) | Jelinek Márk (1-3. évad)                                           |
| Jim és Tim Possible | Shaun Fleming (1-3. évad) Spencer Fox (4. évad) | Timon Barna (4. évad)                                              |
| Mr. Barkin          | Patrick Warburton                               | Csuja Imre (1-3. évad)                                             |
| Mr. Barkin          | Patrick Warburton                               | Schnell Ádám (4. évad)                                             |
| Mr. Dr. Possible    | Gary Cole                                       | Rosta Sándor                                                       |
| Mrs. Dr. Possible   | Jean Smart                                      | Ősi Ildikó                                                         |
| Mr. Stoppable       | Elliott Gould                                   | Cs. Németh Lajos (1-3. évad)                                       |
| Mr. Stoppable       | Elliott Gould                                   | Faragó András (4. évad)                                            |
| Mrs. Stoppable      | Andrea Martin                                   | Rácz Katalin (1-3. évad)                                           |
| Mrs. Stoppable      | Andrea Martin                                   | Mics Ildikó (4. évad)                                              |
| Justine Flanner     | Mayim Bialik                                    | Nemes Takách Kata                                                  |

## Epizódok
| Évad | Évad | Epizód | Évadpremier          | Évadfinálé          |
| ---- | ---- | ------ | -------------------- | ------------------- |
|      | 1    | 21     | 2002. június 7.      | 2003. május 16.     |
|      | 2    | 30     | 2003. július 18.     | 2004. augusztus 5.  |
|      | 3    | 14     | 2004. szeptember 25. | 2006. június 10.    |
|      | 4    | 22     | 2007. február 10.    | 2007. szeptember 7. |

### Kim Possible Magyarországon
A sorozatot 2007-ben kezdte vetíteni az RTL Klub (hétfőtől péntekig; az ismétlések pedig szombaton voltak), ezen kívül három magyar nyelvű DVD kiadására került sor, melyek tartalmaznak ugyan magyar hangot, ám annak minősége vitatható. Az ország egyes helyein fogható, Super RTL nevű német nyelvű adón viszont napi rendszerességgel adják a műsort.

## Filmek
- Kim Possible – Titkos akták (Kim Possible: The secret files) (2006-ban kiadták DVD-n magyar hanggal)
- Kim Possible – A rosszember akták (Kim Possible: The Villain files) (2006-ban kiadták DVD-n magyar hanggal)
- Kim Possible – Időutazás (Kim Possible: A Sitch in Time) (2003) – A 2. évad során adták le (2006-ban kiadták DVD-n magyar hanggal)
- Kim Possible – A nagy dráma (Kim Possible: So the Drama) (2005) – A 3. évad során adták le

## Videójátékok
Hét, a sorozat alapján készült videójátékot adtak ki, hármat Game Boy Advance-re, kettőt Nintendo DS-re, egyet PlayStation 2 és egyet PC-re.
- Disney’s Kim Possible: Revenge of Monkey Fist (GBA) – 2002. november 15.
- Disney’s Kim Possible 2: Drakken's Demise (GBA) – 2004. szeptember 22.
- Disney’s Kim Possible 3: Team Possible (GBA) – 2005. július 26.
- Disney’s Kim Possible: Kimmunicator (DS) – 2005. november 9.
- Disney’s Kim Possible: What’s the Switch? (PS2) – 2006. ősz.
- Disney’s Kim Possible: Global Gemini (DS) – 2006. ősz.
- Disney’s Kim Possible: Legend of the monkey's eye (PC)

## Zene
- Kim Possible album